# Международный аэропорт имени Родригеса Бальона
Международный аэропорт имени Родригеса Бальона (исп. Aeropuerto Internacional Rodríguez Ballón) — аэропорт, расположенный в южной части Перу в восьми километрах от центра города Арекипа. 
Аэропорт назван в честь перуанского лётчика Альфредо Родригеса Бальона (исп. Alfredo Rodríguez Ballón).

## История

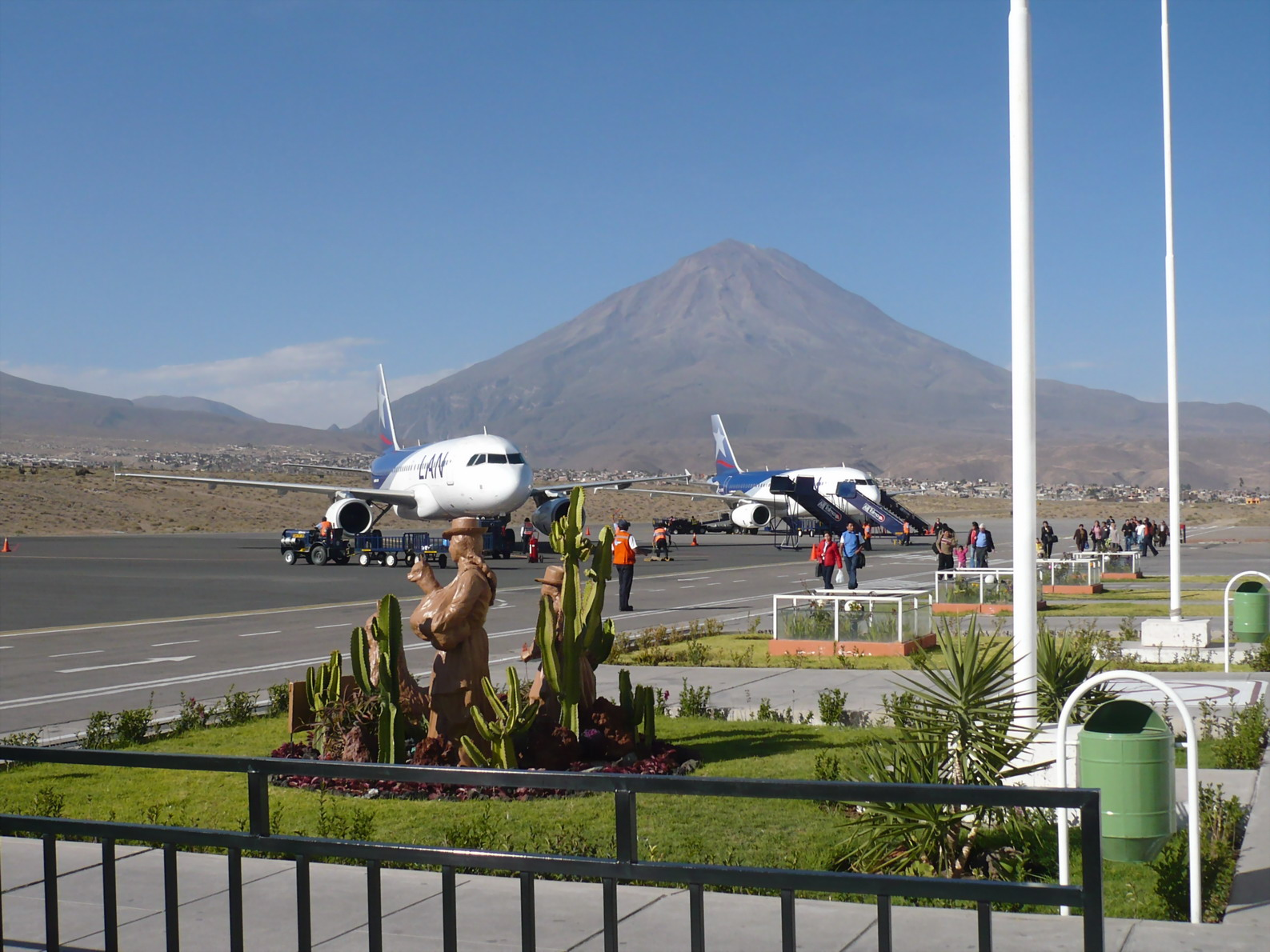
Вид на перрон

Аэропорт начал свою работу 15 августа 1979 года.
В мае 2017 года обнаружилось, что аэропорт работает без лицензии на эксплуатацию. Администрации дали пять дней, чтобы устранить нарушения.
В январе 2019 года были отменены более десяти рейсов - аэропорт не имел радаров и поэтому не мог принимать воздушные суда в условиях сильного тумана.
В феврале 2019 года в аэропорт поступила информация об угрозе взрыве самолёта. Пассажиры эвакуировались из остановленного в отдалении от терминала самолёта по аварийным трапам. Угроза была ложной.
В августе 2019 году из-за протестов против строительства медного рудника Tia Maria доступ в аэропорт был ограничен - протестующие блокировали участки автомагистралей.

## Характеристики
Аэропорт способен принимать самолёты Boeing 737-200 и другие классом ниже.
PCN взлётно-посадочной полосы 39/F/B/X/T.

## Авиакомпании и пункты назначения
В таблице указаны основные перевозчики и направления в 2016 году.

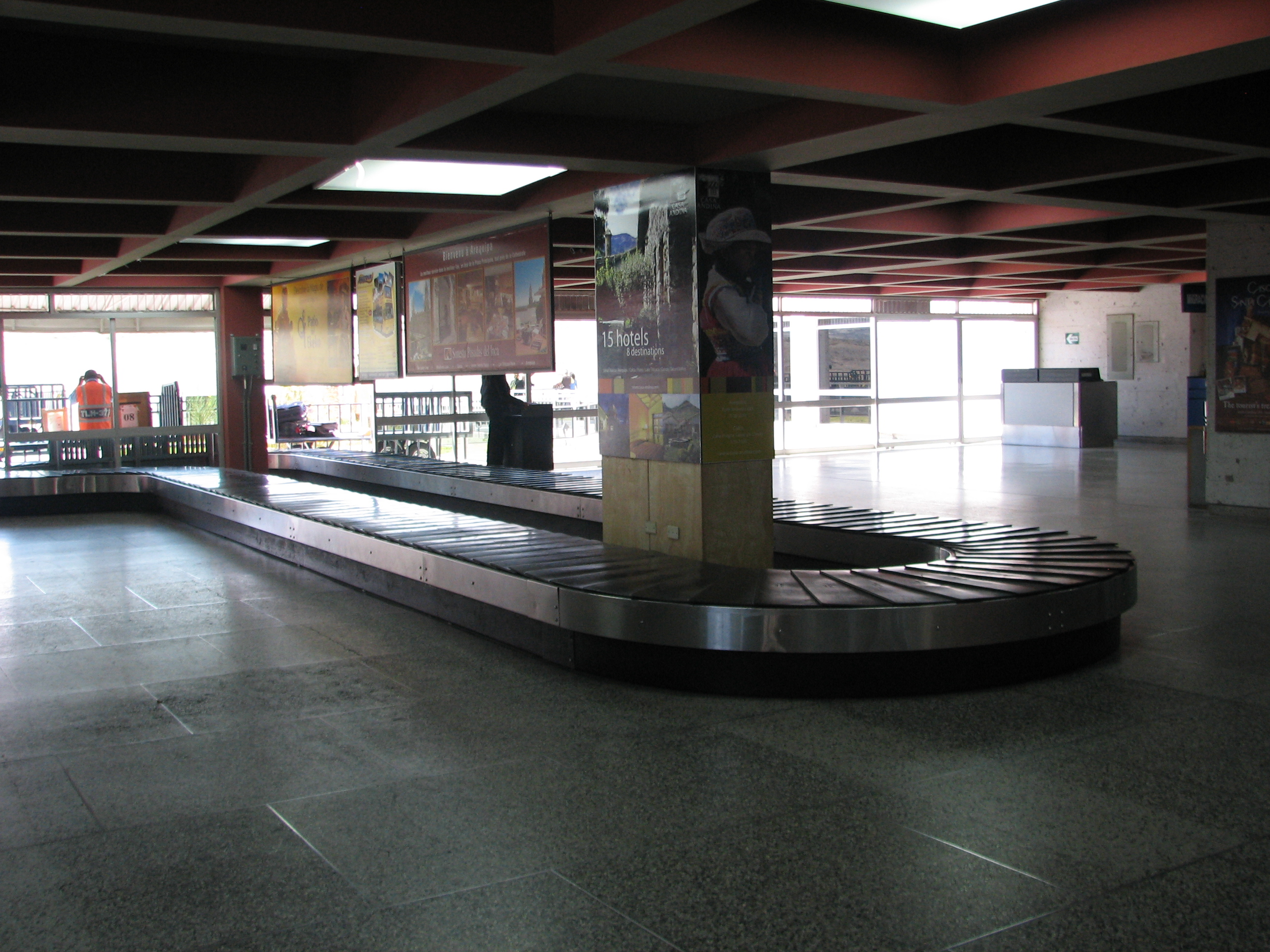
Багажная лента в аэропорту

## Статистика
|                | 2015      | 2016      | 2017      | 2018      | 2019      |
| -------------- | --------- | --------- | --------- | --------- | --------- |
| Пассажиропоток | 1 492 423 | 1 634 090 | 1 689 021 | 1 921 316 | 1 990 820 |
| Грузопоток     | 2263,9    | 1739,4    | 1711,2    | 1704,5    | 1488,8    |
| Самолетовылеты | 15 458    | 14 822    | 14 278    | 15 996    | 15 746    |

## Происшествия
- 29 февраля 1996 года в аэропорту Арекипа произошла крупнейшая авиакатастрофа на территории Перу. При заходе на посадку Boeing 737 авиакомпании «Faucett Perú», выполнявший рейс по маршруту Лима-Арекипа-Такна, врезался в гору из-за неверной настройки высотомеров. Погибли 123 человека.[12]